# Сиријана
Сиријана (енгл. Syriana) је амерички геополитички трилер из 2005. године, са ансамблском поделом улога. Џорџ Клуни је за своју улогу добио Оскар за најбољег споредног глумца.

## Кратак опис
Реформистички оријентисан принц једне богате блискоистоичне земље жели да прекине дугогодишње пословне односе са Америком. Због тога одобрава експлоатисање природног гаса са својих поља једном кинеском енергетском гиганту, уместо америчкој компанији „Конекс“. Истовремено, мала нафтна компанија „Килен“ из Тексаса добија право на вађење гаса са поља у Казахстану. Како би одржала висок ниво производње, „Конекс“ ће издејствовати да јој се „Килен“ припоји. Цео тај случај привлачи пажњу Министарства правде САД, које шаље агента да га испита.

## Пријем
Филм је генерално добио позитивне критике, и поред филмова „Планина Броукбек“ и „Фатална несрећа“, био је најнаграђиванији филм 2005. године. Ипак, неки критичари нису имали веома позитивно мишљење о овом филму. Замерили су на великом броју прича, због којих је праћење радње готово немогуће. Рекли су и да је скакање са континента на континент конфузно. Питер Бредшо из Гардијана је рекао да је радњу највише закомпликовало редитељево превелико критиковање Америке. За филм је још речено и да га ни Осама бин Ладен не би боље написао, а осуђиван је и Џорџ Клуни због својих антиамеричких ставова.
Филип Френч из Обсервера (The Observer) је пак написао да је филм мисаон и узбудљив, а Питер Треверс да Џорџ Клуни просто плени. Ентертејнмент викли (Entertainment Weekly) је Сиријану уврстио међу 25 најбољих политичких трилера.

## Улоге
| Глумац           | Улога                |
| ---------------- | -------------------- |
| Мет Дејмон       | Брајан Вудман        |
| Џорџ Клуни       | Боб Барнс            |
| Аманда Пит       | Џули Вудман          |
| Кристофер Пламер | Дин Вајтинг          |
| Вилијам Херт     | Стен                 |
| Крис Купер       | Џими Поуп            |
| Тим Блејк Нелсон | Дени Далтон          |
| Џефри Рајт       | Бенет Холидеј        |
| Александер Сидиг | принц Насир ал Субај |